# 分析语
分析語（英語：analytic language）是一种语言的分类，與綜合語相對。最有代表性的分析语是汉语，而一些在语族上并非分析语的语言（比如现代英语）也开始逐渐向更接近分析语的方向发展。

## 性质
分析語與綜合語的關鍵差別有二：
- 分析語大多數的每一單詞所含的不自由語素較少，而綜合語每一單詞所含的不自由语素較多。換言之，分析語中有較多合成词（通过合并两个或多个自由语素后组成的新词），而綜合語中有较多的派生词（通过在自由语素基础上添加词缀构成的新词）。語素是能表示意思的最低單位，和詞不同，有許多的語素不能夠單獨地構成詞。依據是否可單獨成詞，語素可分為自由語素和不自由語素。所以，单词属于自由语素，词缀属于不自由语素。

例如在屬於屈折語的英語中，“unbreakable”該詞由三個語素組成，分別是：un-（不自由語素）、break（自由語素）、able（自由語素）。也就是說，“unbreakable”是一個「派生词」。而屬於分析語的現代漢語中，“不易破損”該詞由四個語素組成，属于「合成词」，分別是：皆為自由語素的「不」、「易」、「破」、「損」。
- 相對於綜合語（其中又分為黏著語、屈折語、多式綜合語），分析語並不對語素進行變化，而是以語序表示文法關係。換言之，分析語較無詞形變化，即語素基本只有一種詞形。

而提到分析語時，經常會提及孤立語此一相關的概念。依照語言學家的定義與分類標準不同，孤立語與分析語之間的關係可能會產生三種情況：
1. 將孤立語與分析語兩者視為相同的概念。
2. 將“分析”作為一種性質，進而將孤立語納入分析語，視孤立語為分析語分析性質最極端的表現[2]。
3. 將孤立語與分析語分開。（如上古漢語兼具孤立語及綜合語性質）

必須了解的是，在實際狀況中，絕大多數語言都並不能單純地被分類至綜合語、分析語或孤立語其一分類。也就是說，將分析語視作一種性質會更加適當。例如，英语比俄语更具分析語性質。也因此，一门纯粹的孤立语肯定是具分析語之性質，因其並無词形变化的语素，但反过来並不一定成立。

## 语言

### 漢語
現代漢語為分析語，但原始的漢語可能本來為綜合語。有音韻學學者於分析推測上古漢語之發音時發現有詞根與詞綴之跡象。如表示被動的s-前缀：登 上古汉语（推測）*təəŋ，增 上古汉语（推測）*s-təəŋ，前者表示自己上升，後者表示使上升。用詞綴修飾字義乃綜合語之常有特徵。
當今的現代漢語為分析語，几乎無屈折变化，字義用虛詞补充修飾。名詞的主格、受格、與格、呼格完全相同，屬格以「的」字作为助词連接主詞及名詞来表示，無生命名詞沒有複數變化，而對於有生命的名詞，複數型態可以用「們」表示。動詞本身無人稱、時態、語態及語氣；如過去時態可以用「了」表示、進行式可以用「着」、「正在」表示；未來時態可以用「會」、「將會」表示；被動語態以「被」加動詞表示之類。副詞與形容詞加上「地」、「的」後接動詞表示。名詞和動詞之間，全無分別的（例如我「畫」了一幅「畫」，兩個都是「畫」但詞性不一樣）也為數極多。
簡單地說，現代漢語之語法功能是以額外文字來表示，每個單詞均帶有語法功能，在句子中同樣重要。而詞序則在語義上帶有絕對性，改動詞序必須同時改變語法，否則會連帶將句子意義也改變了。由於沒有詞形變化，一些不具詞義的象聲詞和標點符號在書寫上，特別是轉述對話時，也具備語法功能。例如：轉述對話時，將簡單直述句「是你。」改為修詞性疑問句「是你？」，表示驚訝；改作另一修詞性疑問句「哼！是你？」則表達了轻视等等。基本上這些變化都不具有可觀察的規律，需要憑意會去理解。

### 其他語言
除了漢語族下的語言外，彝語、壯語、苗語、越南語、高棉語、泰語、緬甸語、寮語、巴布亞皮欽語、桑戈語、南非語、丹麥語、瑞典語、挪威語、毛利語、夏威夷語、約魯巴語等都是分析語的例子；而現代英語、法語， 保加利亞語、馬其頓語等的語法則朝向分析語的方向發展。
例如在英語中，貓尾可以寫作cat tail或tail of a cat，而一般不寫作cat's tail。這裡的貓cat直接用了詞原形（或者说主格），而屬格形式cat's一般是不使用的，除非是拟人化的用法。英語名词的屬格形式仅限于指称人类的名词，并不具备普遍意义，考虑到名词也没有宾格，可以认为，英语的名词的格系统已经消亡。另外，羅曼語族語言如法語、西班牙語等語言中的格已經被捨棄。

## 延伸閱讀
- Sapir, Edward. www.bartleby.com/186/6.html Types of linguistic structure. In Language: An introduction to the study of speech （页面存档备份，存于）  Chapter 6. (1921).